# Escatologia consistente
Escatologia consistente  ou escatologia coerente é uma teoria teológica bíblica que interpreta Jesus "em termos exclusivamente escatológicos". A ideia foi proposta por Johannes Weiss e "adotada, desenvolvida e popularizada" por Albert Schweitzer. É uma escatologia futurista exclusiva, a interpretação consistente da escatologia de Jesus como uma expectativa de um fim iminente, e a escatologia completa, a primeira posição de Albert Schweitzer. Ele usou uma escatologia completa para fornecer uma solução para os problemas históricos associados à vida de Jesus. Segundo esta visão, afirmada por Johannes Weiss (J. Weiß), a proclamação de Jesus, as suas ações e ministério são dominados pela expectativa escatológica do retorno iminente (por exemplo, "o reino de Deus está próximo". Mc. 1:15), e quando este vier, será exclusivamente por obra de Deus, jamais por qualquer ação humana.
Segundo um crítico, o ministro batista George Eldon Ladd, Albert Schweitzer retrata  Jesus "como um apocaliptista judeu iludido que proclamou um reino escatológico que nunca veio e que nunca poderá vir. Jesus não tinha nenhuma mensagem sobre o governo de Deus no mundo ou sobre seu propósito divino para a humanidade na história. Ele acreditava, erroneamente, que Deus estava prestes a interromper a história e estabelecer seu reino escatológico no qual ele, Jesus, seria elevado à posição gloriosa de Filho do Homem".
Como uma escatologia futurista, contrasta com a "escatologia realizada", que vê o reino de Deus como não no futuro, mas já concluído no ministério de Jesus Cristo (escatologia realizada explicando a falta de convulsão apocalíptica e conquista do Reino de Deus que os seguidores de Jesus esperavam). Evoluiu para a escatologia inaugurada que iniciou a síntese da escatologia consistente de Schweitzer e da escatologia realizada de C. H. Dodd.

## Livros
- George Eldon Ladd (1959). The Gospel of the Kingdom: Scriptural Studies in the Kingdom of God. Wm. B. Eerdmans Publishing. ISBN 978-0-8028-1280-3.
- Albert Schweitzer, The Mystery of the Kingdom of God: The Secret of Jesus' Messiahship and Passion. (1914), Prometheus Books. 1985. ISBN 0-87975-294-7